# لن وایت
لن وایت (انگلیسی: Len White؛ ۲۳ مارس ۱۹۳۰ – ۱۷ ژوئن ۱۹۹۴) یک بازیکن فوتبال اهل بریتانیا بود.